# Jaubert Gaucelm
Jaubert Gaucelm (Perpinyà, 1375 - Perpinyà, mort després del 1434) fou un pintor del gòtic format al taller de Pere Serra que alguns autors identifiquen com el mestre del Roselló. El 1405 fou nomenat cap del gremi de la corporació de pintors de Perpinyà, d'altra banda se sap que el 1408 disposava d'un taller propi a Perpinyà.

## Obra atribuïda
- Tabernacle per a l'església de Sant Mateu de Perpinyà (1398).
- Retaule de Ribesaltes (1400).
- Retaules de Ceret (1422)
- Retaule de Bula d'Amunt (1426)

## Obra amb la qual se'l relaciona
- Retaule de sant Nicolau de Cameles (1407-1408 o 1425).